# Centrale idroelettrica della Nuova Biaschina
La centrale idroelettrica della Nuova Biaschina è situata a Personico (Canton Ticino).
Sfrutta il salto del fiume Ticino da Lavorgo (frazione di Faido), fino a Personico, le acque restituite dall'impianto del Piottino e quelle di alcuni valli laterali.
Queste acque vengono convogliate nel bacino della diga della Val d'Ambra, dal quale giungono in centrale, prima di essere restituite al fiume Ticino.
La centrale fu ampliata nel 1974.